# Markowa (obwód iwanofrankiwski)
Markowa (ukr. Маркова) – wieś na Ukrainie, w  obwodzie iwanofrankiwskim, w rejonie bohorodczańskim.